# ساردین‌های خیزاب
ساردین‌های خیزاب (نام علمی: Notocheiridae) نام یک تیره از راسته گل‌آذین‌ماهی‌سانان است.